# Чесапік (Огайо)
Чесапік (англ. Chesapeake) — селище (англ. village) в США, в окрузі Лоуренс штату Огайо. Населення — 765 осіб (2020).

## Географія
Чесапік розташований за координатами 38°25′37″ пн. ш. 82°27′22″ зх. д. / 38.42694° пн. ш. 82.45611° зх. д. (38.426926, -82.456167).  За даними Бюро перепису населення США в 2010 році селище мало площу 1,45 км², з яких 1,22 км² — суходіл та 0,22 км² — водойми.

## Демографія
Згідно з переписом 2010 року, у селищі мешкало 745 осіб у 345 домогосподарствах у складі 195 родин. Густота населення становила 515 осіб/км².  Було 399 помешкань (276/км²).
Расовий склад населення:
| - 96,8 % — білих - 0,7 % — корінних американців - 0,5 % — чорних або афроамериканців - 0,4 % — азіатів |

До двох чи більше рас належало 1,2 %. Частка іспаномовних становила 0,9 % від усіх жителів.
За віковим діапазоном населення розподілялося таким чином: 20,8 % — особи молодші 18 років, 57,7 % — особи у віці 18—64 років, 21,5 % — особи у віці 65 років та старші. Медіана віку мешканця становила 44,4 року. На 100 осіб жіночої статі у селищі припадало 90,1 чоловіків;  на 100 жінок у віці від 18 років та старших — 85,0 чоловіків також старших 18 років.
Середній дохід на одне домашнє господарство  становив 45 673 долари США (медіана — 39 667), а середній дохід на одну сім'ю — 52 629 доларів (медіана — 43 875). Медіана доходів становила 33 250 доларів для чоловіків та 26 944 долари для жінок. За межею бідності перебувало 15,9 % осіб, у тому числі 22,1 % дітей у віці до 18 років та 4,8 % осіб у віці 65 років та старших.
Цивільне працевлаштоване населення становило 372 особи. Основні галузі зайнятості: освіта, охорона здоров'я та соціальна допомога — 16,7 %, мистецтво, розваги та відпочинок — 14,5 %, будівництво — 11,8 %, роздрібна торгівля — 11,6 %.